# UTC−09:00
| Južni poletni/severni standardni čas Morska območja | Severni poletni/južni standardni čas Standardni čas vse leto |

UTC−09:00 je časovni pas z zamikom −9 ur glede na univerzalni koordinirani čas (UTC). Ta čas se uporablja na naslednjih ozemljih (stanje v začetku leta 2016):

## Kot standardni čas (vse leto)

### Oceanija
- Francija:
  -  Francoska Polinezija (samo Gambierjevi otoki)

## Kot standardni čas (samo pozimi na severni polobli)

### Severna Amerika
- Združene države Amerike
  - Aljaska (razen Aleutov)

## Kot poletni čas (severna polobla)

### Severna Amerika
- Združene države Amerike
  - Aljaska (samo Aleuti)